# Санковецька сільська рада
Санкове́цька сільська́ ра́да — адміністративно-територіальна одиниця та орган місцевого самоврядування в Хотинському районі Чернівецької області. Адміністративний центр — село Санківці.

## Загальні відомості
- Населення ради: 984 особи (станом на 2001 рік)

## Населені пункти
Сільській раді підпорядковані населені пункти:
- с. Санківці

## Склад ради
Рада складається з 12 депутатів та голови.
- Голова ради: Стрільчук Ніна Сергіївна
- Секретар ради: Бугерчук Світлана Дмитрівна

### Керівний склад попередніх скликань
| Прізвище, ім'я, по батькові | Основні відомості                                                                     | Дата обрання | Дата звільнення |
| --------------------------- | ------------------------------------------------------------------------------------- | ------------ | --------------- |
| Лисюк Петро Михайлович      | Сільський голова, 1954 року народження                                                | 26.03.2006   | 31.10.2010      |
| Стрільчук Ніна Сергіївна    | Сільський голова, 1959 року народження, освіта середня загальна, член Партії регіонів | 31.10.2010   |                 |

Примітка: таблиця складена за даними сайту Верховної Ради України

### Депутати
За результатами місцевих виборів 2010 року депутатами ради стали:

#### За суб'єктами висування
| Суб'єкт висування | Кількість обраних депутатів | %  |
| ----------------- | --------------------------- | -- |
| Партія регіонів   | 9                           | 75 |
| Самовисування     | 3                           | 25 |

#### За округами
| № округу        | Прізвище, ім'я, по батькові   | Дата визнання обраним | Освіта  | Партійна приналежність | Відомості про обраного депутата                      |
| --------------- | ----------------------------- | --------------------- | ------- | ---------------------- | ---------------------------------------------------- |
| Партія регіонів |                               |                       |         |                        |                                                      |
| 1               | Лазарюк Любов Михайлівна      | 31.10.2010            | середня | позапартійна           | тимчасово не працює                                  |
| 3               | Дронюк Василь Васильович      | 31.10.2010            | середня | член Партії регіонів   | пенсіонер                                            |
| 4               | Григорець Галина Василівна    | 31.10.2010            | вища    | член Партії регіонів   | пенсіонер                                            |
| 5               | Семенюк Галина Дмитрівна      | 31.10.2010            | вища    | член Партії регіонів   | Санковецька загальноосвітня школа І-ІІ ст., вчитель  |
| 6               | Мічка Ганна Андріївна         | 31.10.2010            | середня | позапартійна           | фельдшерсько-акушерський пункт с. Санківці, фельдшер |
| 9               | Ватаманюк Анатолій Дмитрович  | 31.10.2010            | середня | позапартійний          | тимчасово не працює                                  |
| 10              | Черновська Світлана Дмитрівна | 31.10.2010            | середня | позапартійна           | тимчасово не працює                                  |
| 11              | Григорець Ірина Іванівна      | 31.10.2010            | середня | позапартійна           | тимчасово не працює                                  |
| 12              | Андрійчук Раїса Василівна     | 31.10.2010            | вища    | позапартійна           | Санковецька загальноосвітня школа І-ІІ ст., вчитель  |
| Самовисування   |                               |                       |         |                        |                                                      |
| 2               | Соколовська Лідія Михайлівна  | 31.10.2010            | вища    | позапартійна           | Санковецька сільська рада, секретар сільської ради   |
| 7               | Баланюк Петро Петрович        | 31.10.2010            | вища    | позапартійний          | Санковецька загальноосвітня школа І-ІІ ст., вчитель  |
| 8               | Бугерчук Світлана Дмитрівна   | 09.01.2011            | вища    | член Партії регіонів   | Сільська рада, секретар                              |